# 동화
동화(童話)는 어린이를 위하여 동심을 바탕으로 지은 이야기이다. 옌스 티스마의 모노그래프에서 정의하는 것처럼 "식별 가능한 단일한 작가"에 의해 쓰인다는 점에서 구전 설화와 다른 동화이다. 또한 "단순하고 익명"으로 특징지을 수 있는 구전 설화와도 차이가 있으며, 구전과 밀접한 관계가 있는 장르를 정의하기에는 변형이 가능하고 어려운 형태로 존재한다.
이 유형의 초기 이야기 중 하나는 기원후 2세기에 아풀리우스에 의해 쓰여진 메타모르포스(황금의 당나귀라고도 함)의 원래 이야기인 큐피드와 프시케의 이야기이다.